# Marie Leonhardt

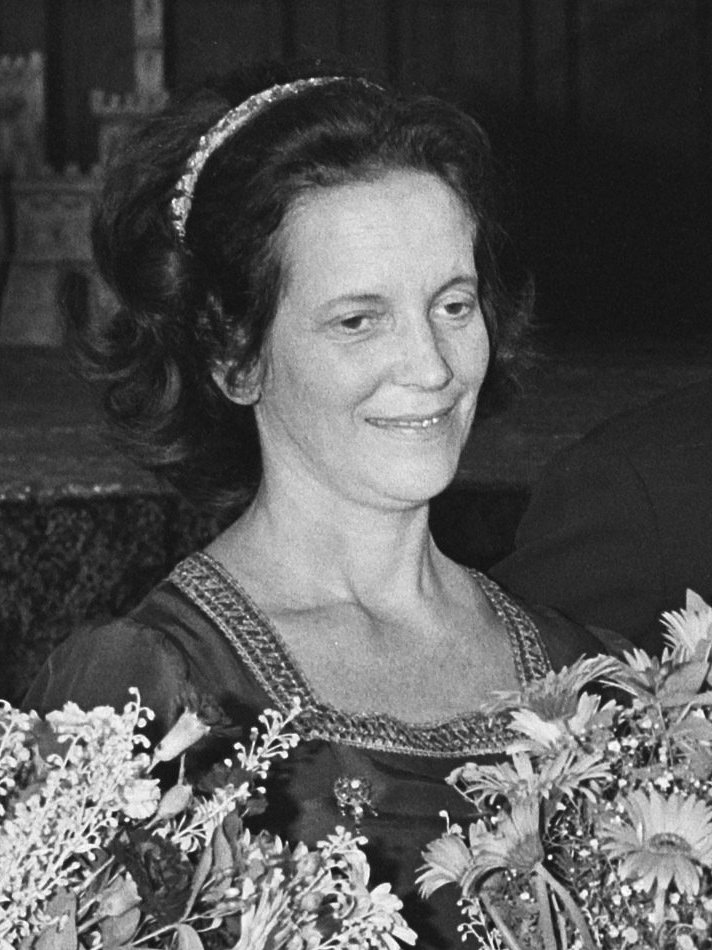
Marie Leonhardt-Amsler (1980)

Marie Leonhardt-Amsler (* 6. November 1928 in Lausanne; † 23. Juli 2022) war eine schweizerisch-niederländische Violinistin, die ab 1960 verstärkt als eine Pionierin der historischen Aufführungspraxis in der Alten Musik tätig war.

## Leben und Wirken
Marie Amsler wuchs in einem musikliebenden Elternhaus auf, in dem bekannte Musiker wie August Wenzinger oder Paul Sacher Privatkonzerte gaben. Sie begann ihr Violinstudium bei Michel Schwalbé am Genfer Konservatorium. Nach dem Genfer Studienabschluss zog sie nach Basel, fand im Haus des August Wenziger eine Wohnung, und studierte ein Jahr lang an der Schola Cantorum Basiliensis beim Geiger Walter Kägi. Auch lernte sie hier ihren späteren Gatten Gustav Leonhardt kennen. Wieder zurück in Genf, gewann sie den Prix de Virtuosité des Konservatoriums, mit der Violinsonate von César Franck. Danach erhielt sie Privatunterricht bei Max Rostal, der an der Guildhall School of Music in London lehrte. Beim gemeinsamen Studien in Wien mit Gustav Leonhardt lernten sie Nikolaus Harnoncourt und seine Frau Alice Harnoncourt kennen. 1953 heiratete sie Gustav Leonhardt, das Paar lebte einige Jahre in Wien. 
Früh begann sie neben dem modernen Repertoire mit dem Spiel der Barockvioline und dem progressiven Wiedererlernen der alten Spieltechniken. 1954 entstanden in Wien erste Schallplattenaufnahmen mit Werken von Henry Purcell unter Mitwirkung des englischen Countertenors Alfred Deller. Ihre damalige Violine, auf der Heimreise von Wien in die Niederlande bei einem Geigenbauer entdeckt, ist ein Instrument in alter Mensur von Jakob Stainer aus dem Jahr 1676, eines der wenigen Instrumente des Meisters, das nie einer Modernisierung unterzogen wurde.
Marie Leonhardt konnte in ihrem Fach auf eine langjährige Laufbahn als Dozentin zurückblicken, zu ihren ersten Schülern zählten unter anderem Lucy van Dael und Alda Stuurop sowie Reinhard Goebel. 1968 nahm sie ihre Lehrtätigkeit am Konservatorium Rotterdam auf. Meisterklassen hielt sie unter anderem in London, Kopenhagen, San Francisco, Bremen, Madrid, Tokio, Paris und Sankt Petersburg ab. Marie Leonhardt unterrichtete zeitweise an der Abteilung Alte Musik des Genfer Konservatoriums, wo sie eine Streicherklasse leitete.
Sie war Konzertmeisterin im 1955 gegründeten „Leonhardt-Consort“ unter der Leitung ihres Gatten Gustav Leonhardt, mit dem sie zahlreiche Einspielungen für die Serie DAS ALTE WERK des Labels Telefunken (später Teldec) vornahm. Die erste Geige spielte sie ebenfalls ab 1969 in Ton Koopmans neu gegründetem Ensemble Musica Antiqua Amsterdam.
Ab 1980 leitete sie die Summer Academy Casa de Mateus in Portugal und wurde künstlerische Leiterin des Festivals von Vila Real. Mit dem Ensemble Baroque de Mateus, das Marie Leonhardt mit jungen Musikern wie Florian Deuter, Andrew Manze oder Richard Egarr gründete, trat sie auf den großen Alte-Musik-Festivals in vielen Ländern Europas auf. 1991 nahm das Ensemble am Macau-Festival teil, mit nachfolgenden Konzerten in den chinesischen Städten Kanton und Shanghai. Ab dem Ende der 1990er Jahre widmete sie sich verstärkt der Weitergabe historischer Spieltechniken an junge russische Musiker. Im Jahr 2000 wurde Marie Leonhardt Ehrenpräsidentin des jährlich stattfindenden Alte-Musik-Festivals von Sankt Petersburg.

## Diskografie (Auswahl)
- Chaconnes et Passacailles, Ensemble Baroque de Mateus, 1990, 1991, 2003 und 2015 (Label, L’Autre Monde).